# Konstantin Dmitrijewitsch Uschinski

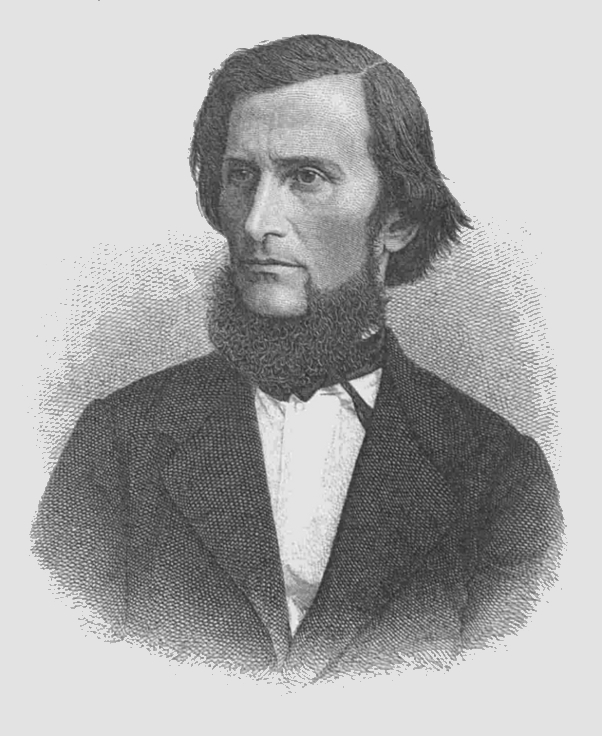
Konstantin Dmitrijewitsch Uschinski

Konstantin Dmitrijewitsch Uschinski (* 19. Februarjul. / 2. März 1824greg. in Tula, Gouvernement Tula, Russisches Kaiserreich; † 22. Dezember 1870jul. / 3. Januar 1871greg. in Odessa, Gouvernement Cherson, Russisches Kaiserreich) war ein russisch-ukrainischer Pädagoge, Schriftsteller und Begründer der wissenschaftlichen Pädagogik in Russland.

## Leben
Konstantin Dmitrijewitsch Uschinski kam im russischen Tula zur Welt und verbrachte seine Kindheit und Jugend auf dem kleinen väterlichen Anwesen am Ufer der Desna nahe Nowhorod-Siwerskyj in der heutigen ukrainischen Oblast Tschernihiw.
Sein Vater, dem Landadel angehörig, war ein pensionierter Offizier der Russischen Armee und Veteran des Vaterländischen Krieges von 1812, seine Mutter stammte aus dem ukrainischen Landadel und starb, als Konstantin Dmitrijewitsch 12 Jahre alt war. Zur Schule ging er in Nowhorod-Siwerskyj und legte dort auch seine Hochschulreife ab.
Nach dem Abitur studierte Uschinski bis 1844 an der juristischen Fakultät der Universität Moskau, wo die Vorträge des Professors für Philosophie und Staatsrecht Redkin erheblichen Einfluss auf ihn hatten, sich der Pädagogik hinzuwenden. Bereits 1844 wurde ihm der Grad des Kandidaten der Rechtswissenschaften verliehen. Im Alter von 22 Jahren folgte er einer Einladung als Professor für Jurisprudenz am Jaroslawl-Demidow Juristischen Lyzeum. Seit 1848 arbeitete er außerdem in Jaroslawl als Redakteur der inoffiziellen „Jaroslawl Provinz Gazette“. 1850 musste er aufgrund seiner demokratischen Ansichten die Schule verlassen. Daraufhin arbeitete er in Sankt Petersburg als Beamter im Ministerium für Innere Angelegenheiten des russischen Reiches in der Abteilung für fremde Glaubensrichtungen und schrieb Übersetzungen und Rezensionen für Zeitungen. 1851 heiratete er seine Jugendfreundin Semeniwna Doroschenko, die der edlen ukrainischen Familie Doroschenko entstammte.
Im Januar 1854 erhielt Uschinski durch Vermittlung eines ehemaligen Kollegen vom Demidow-Lyzeum eine Lehrerstelle für russische Literatur und Geographie am Sirotski-Institut in Gattschina, und darauf folgend war er von 1859 bis 1862 Inspektor am Smolny-Institut für edle Jungfrauen in Sankt Petersburg. In diesen Bildungseinrichtungen konnte er alte Regeln und Traditionen ändern und neue, pädagogisch modernere einführen.
Seit 1860 war er Herausgeber des „Journal des Ministeriums für Bildung“, welches er von einem tristen Fachblatt in eine lebhafte, gut lesbare, pädagogische Zeitung wandelte. Dies führte in konservativen Kreisen zu Unmut und politischer Denunziation, sodass Uschinski 1862 Russland Richtung Mitteleuropa verließ, um im Ausland die Bildungsarbeit zu studieren. Er reiste nach Frankreich, Belgien, Italien, Deutschland und in die Schweiz, besuchte und studierte allerorten unterschiedliche Bildungseinrichtungen, insbesondere in Deutschland und der Schweiz, da er dort Innovationen in der Pädagogik erkannte.
Außerhalb Russlands traf er auch auf Nikolai Pirogow.
Noch im Ausland schrieb er 1864 mit dem Russisch-Lehrbuch „Heimatliches Wort“ das erste russische Lehrbuch für die Grundbildung von Kindern, von dem 157 Ausgaben erschienen.

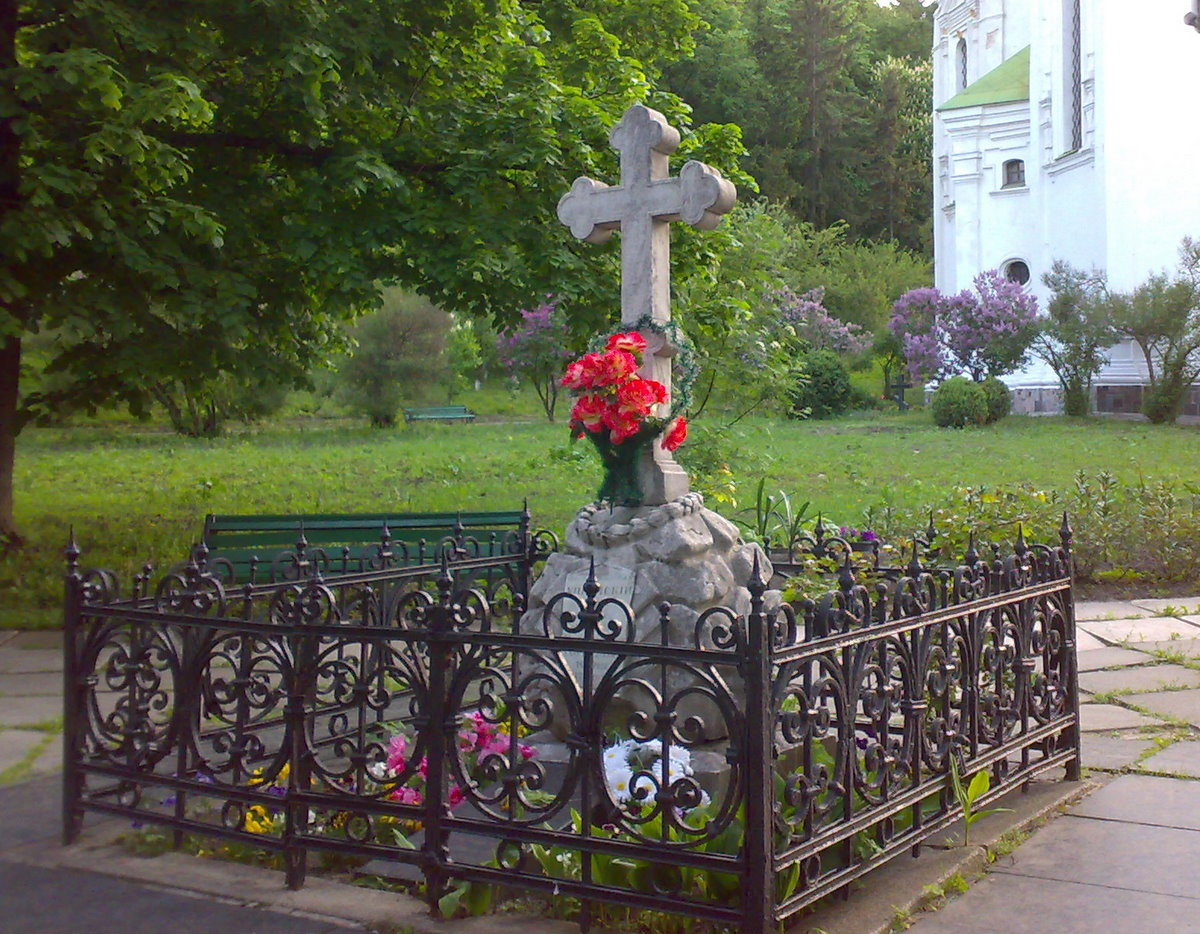
Grab von Konstantin Uschinski in Kiew

1867 kehrte er ins Russische Reich zurück und widmete sich literarischer Tätigkeit, sodass weitere pädagogische Lehrbücher und Leitfäden für Lehrer und Eltern wie „Kinderwelt“ folgten. Ebenso schrieb er viele Kinderbücher mit Märchen und Geschichten, in denen er geschickt Elemente der russischen Folklore integrierte.
Sein pädagogischer Ansatz zielte darauf, die Kinder zu einem unabhängigen Leben zu erziehen und in den Menschen die Motivation zu entwickeln, sich selbst unabhängig neues Wissen anzueignen. Uschinski gehörte zu den Ersten, die die Grundlagen der pädagogischen Anthropologie entwickelten, und seine Lehrbücher hatten großen Einfluss auf die russische Pädagogik. Uschinski Konstantin Dimitrijewitsch forderte eine volksverbundene, nationale Erziehung «Der Mensch als Gegenstand der Erziehung» (1867/69). In seinen letzten Lebensjahren war Konstantin Uschinski eine herausragende Persönlichkeit des öffentlichen Lebens. In dieser Zeit lebte er, von Kuraufenthalten aufgrund einer chronischen Krankheit unterbrochen, in Kiew. Er starb Anfang 1871 in Odessa und wurde in Kiew auf der Nekropole des Wydubyzkyj-Klosters beerdigt.

## Ehrungen
- In Nowhorod-Siwerskyj wurde ihm zu Ehren ein Denkmal errichtet.
- In Odessa wurde die Südukrainische Staatliche Pädagogische K.-D.-Uschinski-Universität Odessa nach ihm benannt.
- Das Ministerium für Bildung und Wissenschaft der Russischen Föderation hat 1999 eine Medaille gestiftet, die seinen Namen trägt und an Menschen verliehen wird, die bedeutende Leistungen auf dem Gebiet der Pädagogik, Psychologie oder Didaktik erbracht haben.[5]
- Die Bibliothek der Russischen Akademie für Bildung (RAO) trägt seinen Namen: Научная педагогическая библиотека имени К. Д. Ушинского.